# Hôtel Alfonso XIII
L'Hôtel Alfonso XIII est un palace situé dans la ville espagnole de Séville, en Andalousie. Baptisé en l'honneur du souverain Alphonse XIII d'Espagne, il est la propriété de la compagnie The Luxury Collection, filiale de Starwood Hotels & Resorts Worldwide. 
Construit en style néo-mudéjar dans les années 1920 à l'occasion de l'Exposition ibéro-américaine de 1929, il fut conçu à l'origine pour être l'hôtel le plus luxueux d'Europe. Aujourd'hui classé cinq étoiles et référencé dans la liste des meilleurs hôtels du monde, il constitue l'un des fleurons de l'hôtellerie andalouse et espagnole[réf. nécessaire] et l'hôtel de référence dans la ville[réf. nécessaire]. 
Situé dans le quartier historique de Séville, à proximité de l'ancienne Fabrique royale de Tabacs, de la Cathédrale, des Reales Alcázares ou de la Torre del Oro, il a vu au long de son histoire presque centenaire défiler têtes couronnées, chefs d'État ou encore nombre d'artistes ou grandes fortunes. Ces caractéristiques prestigieuses, liées à sa belle architecture parfaitement intégrée à la ville, en font l'un des hauts lieux de l'ancien site de l'exposition de 1929 et l'un des grands monuments de Séville au XXe siècle .

## Historique
Avec la tenue de l'Exposition ibéro-américaine de 1929, de nombreux projets de construction et d'aménagements urbains furent planifiés à Séville. Parmi ces projets, figure l'édification d'un grand hôtel de luxe, capable d'accueillir les plus illustres visiteurs de l'exposition et de diffuser une image valorisante de la ville.
L'exposition, prévue dans les années 1910, fut repoussée pour des motifs politiques et économiques. L'hôtel respecta le style des monuments de la Plaza de España et de la Plaza de América, dont les travaux avaient commencés dans l'optique d'une exposition plus précoce. Les terrains retenus pour l'implantation de l'établissement furent offerts par la municipalité. Ils sont situés à proximité du Palais de San Telmo, aujourd'hui siège de la Présidence de la Junta de Andalucía, auquel ils avaient appartenu.
Un concours d'architectes fut convoqué sous la direction d'Aníbal González, le principal artisan des bâtiments de l'Exposition. Le projet retenu fut celui de José Espiau y Muñoz, l'un des grands maîtres de l'architecture régionaliste andalouse, avec González et Juan Talavera y Heredia. Ses plans traduisaient la volonté de luxe et de magnificence, à travers de riches intérieurs arborant le meilleur de l'artisanat andalou. L'ancrage dans la tradition régionale est profond : les azulejos, les plafonds à marqueterie (artesonadas), le mélange des influences arabes et plateresques, entre autres, sont des éléments caractéristiques des constructions locales.
La facture de ce splendide hôtel, pourtant bâti à partir de matériaux réputés pauvres (bois, brique, plâtre, céramique), s'éleva à quatre millions de pesetas (mobilier inclus), soit plus de 10 % du coût total des constructions de l'Exposition. Il se positionna dès le départ en tête des plus chers hôtels du monde.
L'hôtel Alfonso XIII fut inauguré le 28 avril 1929, à l'occasion des noces de l'infante Isabel Alfonso, fille de María de las Mercedes de Borbón, avec le comte Juan Zamoyski. Le banquet de mariage fut présidé par l'oncle de la mariée, le roi Alphonse XIII d'Espagne et son épouse la reine Victoire Eugénie de Battenberg.
L'hôtel fut par la suite acquis par la filiale Westin de la compagnie américaine Starwood Hotels & Resorts Worldwide, qui l'exploite en 2025.

## Architecture

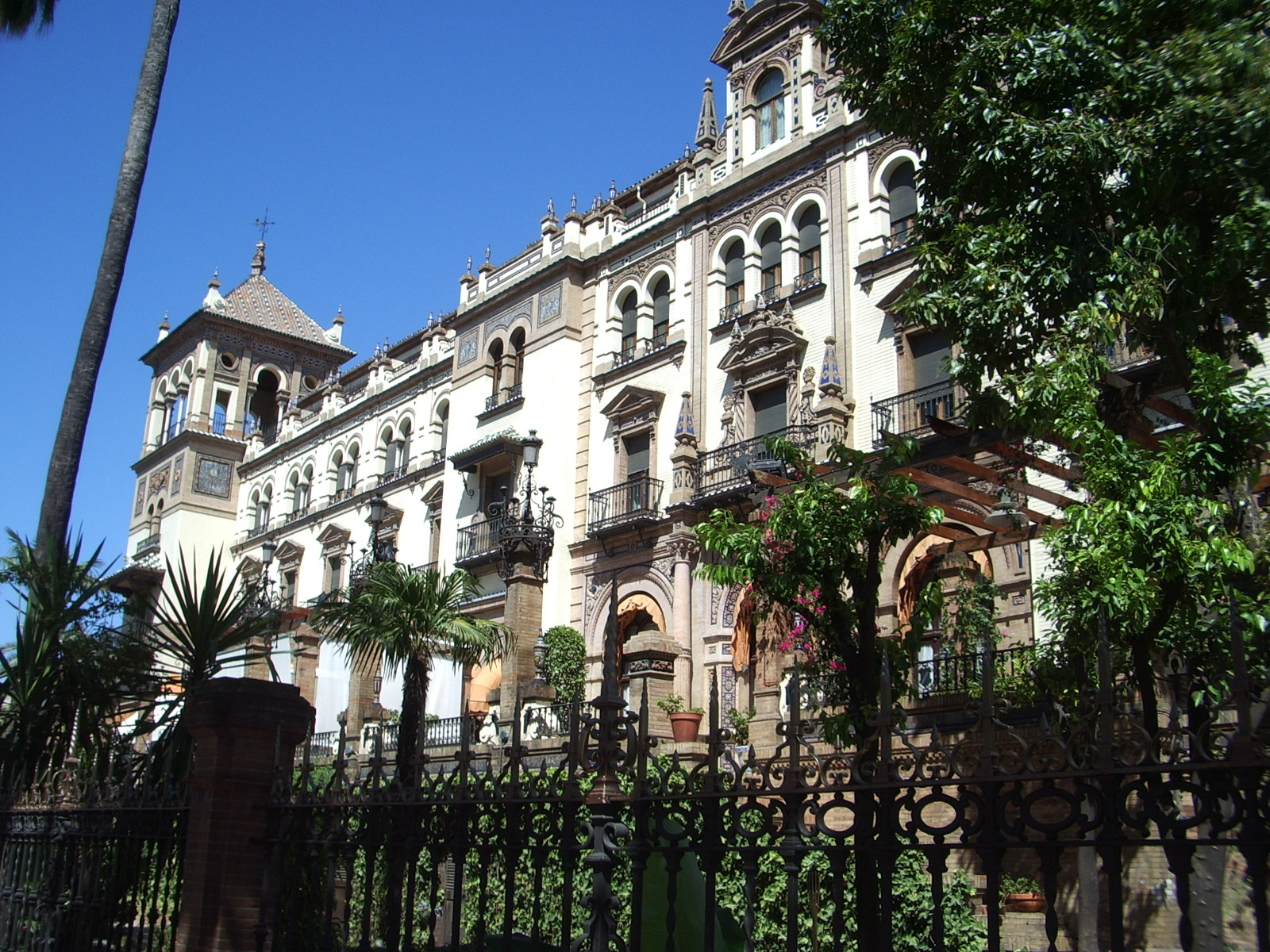
La façade de l'hôtel

Le parti pris par l'architecte José Espiau y Muñoz est celui de l'architecture régionaliste andalouse, très en vogue dans les premières décennies du XXe siècle. Les éléments architecturaux révèlent une synthèse opérées entre les différents styles qui ont marqué l'histoire artistique régionale, tels que l'art plateresque ou l'art mudéjar. Ce dernier domine et a conduit les critiques à classer le monument dans le registre néo-mudéjar.
La façade, sobre, ne reflète pas la richesse de l'intérieur, au décor raffiné. Les éléments les plus remarquables sont les plafonds à marqueterie, dits artesonados, les sols revêtus de marbre et de bois ouvragés, les tapisseries, les azulejos d'une grande finesse. Le hall d'accueil, ainsi que l'escalier révèlent un véritable goût du luxe.
Le centre du bâtiment est occupé par un splendide patio ceint d'arcs en plein cintre. Il constitue le cœur de l'activité de l'hôtel, servant à la fois de lieu de détente, de rencontres, de restauration, voire de réceptions. Le Salon royal, réservé aux grandes occasions (banquets…) est un sommet de l'art sévillan de l'époque et représente le chef-d'œuvre de l'hôtel. Fermé d'une grille en fer forgé, à la manière des grandes cathédrales andalouses, il renferme une série d'éléments décoratifs tous plus luxueux et précieux les uns que les autres : luminaires en cristal de Bohême et en bronze, plafonds artesonados délicats, azulejos… Trois autres salons contigus présentent un décor néoclassique.
Les chambres présentent une décoration variable selon leur catégorie. La plus admirable est la suite royale, de 150 m2, décorée de plafonds peints, d'azulejos, et de tapisseries, et copieusement meublée.

## Services
Conformément à sa catégorie, l'hôtel Alfonso XIII offre un grand nombre de services à ses clients, dont, entre autres, une piscine, un salon de beauté, une laverie, un centre d'affaires, ou encore un service de nuit.
L'hôtel dispose de plus d'une centaine de chambres répartie à ses différents niveaux. Toutes sont classées en catégorie deluxe et comportent les aménagements liés à ce type d'établissements. Aux cent vingt-huit chambres, s'ajoutent quatorze suites junior (une chambre), quatre suites à deux chambres séparées par un séjour et une suite royale, équipée de deux salles de bain et d'une salle à manger.
L'hôtel sert également de lieu de conférences et de réceptions. Cinq salons sont mis à la disposition des clients pour les réunions, cocktails et banquets, ainsi que le patio principal. L'établissement prête une assistance logistique pour ces manifestations, avec la possibilité de disposer d'hôtesses, d'un service de secrétariat ou encore d'un équipement matériel nécessaire à la tenue des célébrations diverses.
La restauration est l'un des points forts de l'établissement[réf. nécessaire]. Le San Fernando est le bar principal de l'hôtel, réputé pour le raffinement de son service[réf. nécessaire] et de son atmosphère[réf. nécessaire]. Il est complété en été par un bar situé près de la piscine. L'Alfonso XIII compte par ailleurs trois restaurants. Le San Fernando est installé autour du patio central de l'hôtel et propose aux clients de la grande cuisine, notamment andalouse. Un restaurant méditerranéen, le Taifas, placé à proximité de la piscine, apporte une touche différente à l'offre gastronomique. Lounge dans le jardin, le Terraza XIII propose quelques tapas pour accompagner la carte de boissons.
L'Alfonso XIII est réputé pour être l'un des rendez-vous privilégié de la haute société sévillane au cours de la Feria de Abril, lors de laquelle l'établissement reçoit de nombreux personnages fortunés attirés par les festivités printanières de la capitale andalouse. Une carte spéciale et des activités particulières sont alors proposées.